# Sibirisk hussvala
Sibirisk hussvala (Delichon lagopodum) är en asiatisk fågelart i familjen svalor inom ordningen tättingar. Den behandlas traditionellt som en del av hussvalan (Delichon urbicum), men urskiljs allt oftare som egen art. IUCN kategoriserar den som livskraftig.

## Utseende och läten
Sibirisk hussvala är en 13-14 cm lång svartvit svala som är mycket lik hussvalan. Den skiljer sig dock genom att ha mycket mer vitt på övergumpen med även vita övre stjärttäckare samt mycket mindre kluven stjärt. Lätena är mycket lika både hussvalan och orienthussvalan (Delichon dasypus).

## Utbredning
Sibirisk hussvala häckar i östra Asien från mellersta och övre Jenisej, Altajbergen och Mongoliet österut till Anadyrland, Ochotska havet och nordöstra Kina. Den övervintrar troligen huvudsakligen i Sydostasien.

## Systematik
Fågeln betraktas traditionellt som underart till hussvala (Delichon urbicum). Den urskiljs dock sedan 2016 som egen art av Birdlife International och IUCN på basis av avvikande utseende och det faktum att de verkar häcka parapatriskt i Burjatien och frånvaro av hybridisering på andra ställen där deras utbredningsområden möts. Sedan 2021 urskiljs den också av tongivande International Ornithological Congress (IOC). och 2022 även av BirdLife Sveriges taxonomiska kommitté. Den behandlas som monotypisk, det vill säga att den inte delas in i några underarter.

## Levnadssätt
Fågeln hittas i öppna områden som dalar, klippiga sluttningar samt byar och städer. Födan är okänd annat än att det rör sig om insekter. Dess födosökningsbeteende och häckningsbiologi tros inte skilja sig från hussvalans. Arten är flyttfågel som lämnar häckningsområdena i september-oktober och återvänder i april-maj.

## Status och hot
Arten har ett stort utbredningsområde och en stor population, men tros minska i antal, dock inte tillräckligt kraftigt för att den ska betraktas som hotad. Internationella naturvårdsunionen IUCN kategoriserar därför arten som livskraftig (LC).